# Zingiber densissimum
Zingiber densissimum är en enhjärtbladig växtart som beskrevs av Shao Quan Tong och Y.M.Xia. Zingiber densissimum ingår i släktet Zingiber och familjen Zingiberaceae. Inga underarter finns listade i Catalogue of Life.